# Ludmírov
Ludmírov (en allemand : Ludmirau) est une commune du district de Prostějov, dans la région d'Olomouc, en Tchéquie. Sa population s'élevait à 520 habitants en 2023.

## Géographie
Ludmírov se trouve à 6 km au nord-nord-ouest du centre de Konice, à 25,5 km au nord-ouest de Prostějov, à 28 km à l'ouest-nord-ouest d'Olomouc et à 183 km à l'est-sud-est de Prague.
La commune est limitée par Bouzov au nord, par Hvozd à l'est, par Březsko, Konice et Jesenec au sud, et par Dzbel, Kladky et Vysoká à l'ouest.

## Histoire
La première mention écrite de la localité date de 1382.

## Administration
La commune se compose de cinq sections :
- Dětkovice
- Ludmírov
- Milkov
- Ospělov
- Ponikev

## Transports
Par la route, Ludmírov se trouve à 7,3 km de Konice, à 30,5 km de Prostějov, à 33 km d'Olomouc et à 232 km de Prague.